# Liga Mexicana de Football Amateur Association 1903-04
La Temporada 1903-04 fue la edición II de la Liga Mexicana de Football Amateur Association, participaron los mismos 5 equipos de la temporada anterior, la liga comenzó en 1903 y terminó en 1904. En este torneo se decidió que se jugaría a visita recíproca para que existiera igualdad de condiciones entre todos los equipos. 
El México Cricket Club con jugadores como R.N. Penny, J.J. Macfarlane y H.N. Branch entre otros, terminó coronándose. El Reforma AC sería subcampeón por segunda ocasión.

## Equipos participantes
| Equipo              | Ciudad            |
| ------------------- | ----------------- |
| British Club        | Ciudad de México  |
| México Cricket Club | Ciudad de México  |
| Orizaba AC          | Orizaba, Veracruz |
| Pachuca AC          | Pachuca, Hidalgo  |
| Reforma AC          | Ciudad de México  |

## Tabla General
|    | Equipos             | PJ | G | E | P | GF | GC | Dif. | Pts. |
| -- | ------------------- | -- | - | - | - | -- | -- | ---- | ---- |
| 1° | México Cricket Club | 8  | 6 | 0 | 2 | 13 | 2  | +11  | 12   |
| 2° | Reforma AC          | 8  | 5 | 1 | 2 | 15 | 3  | +12  | 11   |
| 3° | British Club        | 8  | 3 | 2 | 3 | 4  | 6  | -2   | 8    |
| 4° | Orizaba AC          | 8  | 2 | 2 | 4 | 4  | 12 | -8   | 6    |
| 5° | Pachuca AC          | 8  | 1 | 1 | 6 | 3  | 16 | -13  | 3    |

|                                          |
| México Cricket Club Campeón 1.er título. |